# Населення Кіровоградської області
Насе́лення Кіровогра́дської о́бласті станом на 5 грудня 2001 року становило 1 125,7 тис.осіб. На 1 січня 2005 року становить 1 085,7 тис. чол..

## Чисельність населення
Історична динаміка чисельності населення області (у сучасних кордонах)
| рік  | населення | місце серед регіонів |
| ---- | --------- | -------------------- |
| 1926 | 1 522 000 |                      |
| 1939 | 1 222 000 | 18                   |
| 1959 | 1 246 197 | 16                   |
| 1970 | 1 259 398 | 18                   |
| 1979 | 1 250 891 | 19                   |
| 1989 | 1 239 439 | 22                   |
| 2001 | 1 133 052 | 24                   |
| 2014 | 987 565   | 25                   |

## Віковий склад
Віковий склад населення, зафіксований Всеукраїнським переписом населення, характеризується так: зменшення частки дітей у загальній кількості населення поряд із збільшенням частки осіб у віці, старшому за працездатний, значно ускладнює сучасну демографічну ситуацію в області і зумовлює зростаюче старіння населення.

## Статевий склад
Кількість чоловіків становить 520,8 тис. осіб, або 46 %, жінок — 612,3 тис.осіб, або 54 %.

## Природний рух населення
Показники народжуваності, смертності та природного приросту у 1950–2020 рр.
| коефіцієнт (на 1000 осіб) | 1950 | 1960 | 1970 | 1990 | 2000  | 2010 | 2020  |
| ------------------------- | ---- | ---- | ---- | ---- | ----- | ---- | ----- |
| народжуваності            | 21,6 | 17,1 | 14,5 | 12,6 | 7,9   | 10,4 | 6,5   |
| смертності                | 7,8  | 7,5  | 10,5 | 14,5 | 18,0  | 17,4 | 17,9  |
| природного приросту       | 13,8 | 9,6  | 4,0  | -1,9 | -10,1 | -7,0 | -11,4 |

## Національний склад
Історична динаміка національного складу області за даними переписів населення, %
|          | 1939 | 1959 | 1970 | 1989 | 2001 |
| -------- | ---- | ---- | ---- | ---- | ---- |
| українці | 87,4 | 88,7 | 88,1 | 85,3 | 90,1 |
| росіяни  | 7,6  | 8,4  | 9,2  | 11,7 | 7,5  |
| інші     | 5,0  | 2,9  | 2,7  | 3,0  | 2,4  |

За переписом 1989 р. українці становили 85,3 %, росіяни — 11,7 %, представники інших національностей — 3 % населення. Росіяни складали значну частину населення міст і районів на сході області, українці переважали в сільській місцевості і на заході краю.
За переписом 2001 року: українці (90,1 %) (1.015 тис. чоловік), росіяни (7,5 %) (84 тис. чол), молдовани, білоруси, вірмени, болгари, євреї, цигани, корейці та інші (2,4 %).
Національний склад населення у 2001 р.
| №  | Національність | Кількість осіб | Відсоток до загальної кількості |
| -- | -------------- | -------------- | ------------------------------- |
| 1  | Українці       | 1 014 616      | 90,13%                          |
| 2  | Росіяни        | 83 929         | 7,46%                           |
| 3  | Молдовани      | 8 274          | 0,74%                           |
| 4  | Білоруси       | 5 550          | 0,49%                           |
| 5  | Вірмени        | 2 994          | 0,27%                           |
| 6  | Болгари        | 2 205          | 0,20%                           |
| 7  | Євреї          | 1 066          | 0,09%                           |
| 8  | Цигани         | 926            | 0,08%                           |
| 9  | Азербайджанці  | 793            | 0,07%                           |
| 10 | Поляки         | 556            | 0,04%                           |
| 11 | Інші           | 4 795          | 0,43%                           |
|    | Разом          | 1 125 704      | 100%                            |

Національний склад населення районів та міст Кіровоградської області за переписом 2001 року, %
|                          | українці | росіяни | молдавани | білоруси | болгари |
| ------------------------ | -------- | ------- | --------- | -------- | ------- |
| м. Кропивницький         | 85,8     | 12      | 0,3       | 0,5      | 0,1     |
| м. Знам'янка             | 87,7     | 10,3    | 0,3       |          |         |
| м. Олександрія           | 87,3     | 11      | 0,1       | 0,5      |         |
| м. Світловодськ          | 83,6     | 14,8    | 0,2       | 0,6      |         |
| Благовіщенський район    | 96,5     | 1,7     | 0,7       |          |         |
| Бобринецький район       | 94,6     | 2,5     | 1,6       | 0,3      |         |
| Вільшанський район       | 83,7     | 3,1     | 1,8       |          | 9,8     |
| Гайворонський район      | 95,6     | 3       | 0,5       | 0,2      |         |
| Голованівський район     | 95,4     | 3,6     | 0,6       | 0,3      |         |
| Добровеличківський район | 93,5     | 3,3     | 1,6       | 0,7      |         |
| Долинський район         | 92,9     | 4,7     | 0,3       | 0,8      |         |
| Знам'янський район       | 92,7     | 4,6     | 0,7       | 0,7      |         |
| Компаніївський район     | 94       | 2,8     | 1,7       |          |         |
| Кропивницький район      | 87,2     | 9,3     | 1,9       | 0,5      |         |
| Маловисківський район    | 91,4     | 6,4     | 1         | 0,6      |         |
| Новгородківський район   | 96,3     | 2,1     | 0,5       | 0,5      |         |
| Новоархангельський район | 96,5     | 1,9     | 0,9       |          |         |
| Новомиргородський район  | 93,6     | 2,8     | 2,8       | 0,6      |         |
| Новоукраїнський район    | 94,1     | 2,9     | 2,1       | 0,4      |         |
| Олександрівський район   | 96,4     | 2,2     |           | 0,3      |         |
| Олександрійський район   | 93,7     | 3,9     | 0,7       | 0,5      |         |
| Онуфріївський район      | 85,3     | 12,8    | 0,5       |          |         |
| Петрівський район        | 92,1     | 5,2     | 0,7       | 0,3      |         |
| Світловодський район     | 85,5     | 12,7    |           | 0,6      |         |
| Устинівський район       | 93,4     | 2,4     | 1,2       | 1,2      |         |
| Кіровоградська область   | 90,1     | 7,5     | 0,7       | 0,5      | 0,2     |

Національний склад міст Кіровоградської області за переписом населення 2001 р., у %:
| місто                         | населення | українці | росіяни | молдавани | білоруси | вірмени | інші |
| ----------------------------- | --------- | -------- | ------- | --------- | -------- | ------- | ---- |
| Кропивницький                 | 258 543   | 85,9     | 11,9    | 0,3       | 0,5      | 0,2     | 1,2  |
| Олександрія                   | 103 856   | 87,7     | 10,6    | 0,2       | 0,5      | 0,1     | 0,9  |
| Світловодськ                  | 57 459    | 83,8     | 14,5    | 0,1       | 0,6      | 0,1     | 0,9  |
| Знам'янка                     | 35 329    | 83,5     | 14,2    | 0,3       | 0,5      | 0,5     | 1,0  |
| Новоукраїнка                  | 19 123    | 94,6     | 3,5     | 0,6       | 0,3      | 0,4     | 0,6  |
| Долинська                     | 18 567    | 91,7     | 5,8     | 0,2       | 0,8      | 0,4     | 1,1  |
| Гайворон                      | 15 956    | 94,9     | 3,8     | 0,1       | 0,3      | 0,2     | 0,7  |
| Новомиргород                  | 13 220    | 95,3     | 3,5     | 0,2       | 0,3      | 0,2     | 0,5  |
| Мала Виска                    | 12 994    | 95,6     | 3,4     | 0,2       | 0,3      | 0,1     | 0,4  |
| Бобринець                     | 12 223    | 96,3     | 2,5     | 0,3       | 0,3      | 0,3     | 0,3  |
| Помічна                       | 10 913    | 93,3     | 4,5     | 0,4       | 0,6      | 0,4     | 0,8  |
| Благовіщенське                | 7 404     | 96,0     | 2,7     | 0,1       | 0,1      | 0,2     | 0,9  |
| Міста Кіровоградської області | 565 587   | 87,6     | 10,5    | 0,3       | 0,5      | 0,2     | 0,9  |

## Мовний склад

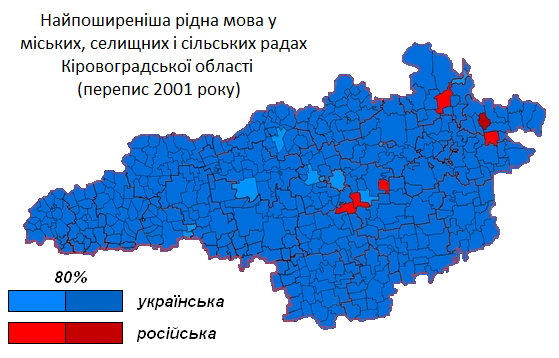
За даними перепису населення України 2001 року, українська мова була рідною для майже 89 % населення Кіровоградської області: вона була панівною в усіх міських та селищних радах, а також в абсолютній більшості сільських рад області. Російська мова була найпоширенішою в шести сільських радах, водночас у п'яти з них понад 20 % населення вказали українську мову рідною. Всі переважно російськомовні сільські ради були оточені переважно українськомовними місцевими радами.

Рідна мова населення області за результатами переписів, %
|            | 1959 | 1970 | 1989 | 2001 |
| ---------- | ---- | ---- | ---- | ---- |
| українська | 86,9 | 87,4 | 83,3 | 88,9 |
| російська  | 10,7 | 11,4 | 15,1 | 10,0 |
| інша       | 2,4  | 1,2  | 1,6  | 1,1  |

Рідна мова населення Кіровоградської області за переписом 2001 р.
|                          | українська | російська | білоруська | болгарська | вірменська | молдовська |
| ------------------------ | ---------- | --------- | ---------- | ---------- | ---------- | ---------- |
| КІРОВОГРАДСЬКА ОБЛАСТЬ   | 88,9       | 10,0      | 0,2        | 0,1        | 0,2        | 0,4        |
| КРОПИВНИЦЬКИЙ            | 79,7       | 19,6      | 0,1        |            | 0,2        | 0,1        |
| ОЛЕКСАНДРІЯ              | 87,0       | 12,5      | 0,2        |            | 0,1        | 0,1        |
| ЗНАМ`ЯНКА                | 79,1       | 19,9      | 0,2        |            | 0,4        | 0,1        |
| СВІТЛОВОДСЬК             | 79,5       | 20,0      | 0,1        |            | 0,1        |            |
| БЛАГОВІЩЕНСЬКИЙ РАЙОН    | 97,1       | 1,7       |            |            | 0,1        | 0,6        |
| БОБРИНЕЦЬКИЙ РАЙОН       | 96,2       | 2,3       | 0,2        |            | 0,3        | 0,9        |
| ВІЛЬШАНСЬКИЙ РАЙОН       | 92,7       | 2,5       | 0,1        | 2,4        | 0,6        | 1,3        |
| ГАЙВОРОНСЬКИЙ РАЙОН      | 96,5       | 2,9       | 0,1        |            | 0,1        | 0,3        |
| ГОЛОВАНІВСЬКИЙ РАЙОН     | 95,6       | 3,7       | 0,1        |            | 0,1        | 0,4        |
| ДОБРОВЕЛИЧКІВСЬКИЙ РАЙОН | 95,3       | 3,2       | 0,3        |            | 0,2        | 1,0        |
| ДОЛИНСЬКИЙ РАЙОН         | 94,4       | 4,6       | 0,3        |            | 0,2        | 0,2        |
| ЗНАМ`ЯНСЬКИЙ РАЙОН       | 93,3       | 5,1       | 0,3        |            | 0,4        | 0,5        |
| КОМПАНІЇВСЬКИЙ РАЙОН     | 95,5       | 2,5       | 0,2        | 0,1        | 0,4        | 0,9        |
| КРОПИВНИЦЬКИЙ РАЙОН      | 87,9       | 10,4      | 0,2        |            | 0,2        | 1,1        |
| МАЛОВИСКІВСЬКИЙ РАЙОН    | 89,3       | 9,6       | 0,2        |            | 0,2        | 0,6        |
| НОВГОРОДКІВСЬКИЙ РАЙОН   | 97,1       | 2,1       | 0,3        |            |            | 0,3        |
| НОВОАРХАНГЕЛЬСЬКИЙ РАЙОН | 97,0       | 1,9       | 0,1        |            | 0,3        | 0,6        |
| НОВОМИРГОРОДСЬКИЙ РАЙОН  | 95,2       | 2,5       | 0,1        |            | 0,2        | 1,9        |
| НОВОУКРАЇНСЬКИЙ РАЙОН    | 95,3       | 2,7       | 0,2        |            | 0,3        | 1,3        |
| ОЛЕКСАНДРІЙСЬКИЙ РАЙОН   | 95,0       | 3,8       | 0,2        |            | 0,3        | 0,4        |
| ОЛЕКСАНДРІВСЬКИЙ РАЙОН   | 96,8       | 2,3       | 0,1        |            | 0,1        | 0,2        |
| ОНУФРІЇВСЬКИЙ РАЙОН      | 86,3       | 12,9      | 0,1        |            | 0,4        | 0,2        |
| ПЕТРІВСЬКИЙ РАЙОН        | 93,6       | 5,3       | 0,2        |            | 0,3        | 0,4        |
| СВІТЛОВОДСЬКИЙ РАЙОН     | 85,9       | 12,9      | 0,2        |            | 0,4        | 0,2        |
| УСТИНІВСЬКИЙ РАЙОН       | 95,6       | 2,3       | 0,3        |            | 0,4        | 1,0        |

### Вільне володіння мовами
За даними Всеукраїнського перепису населення 2001 року, 97,58% мешканців Кіровоградської області вказали вільне володіння українською мовою, а 57,15% - російською мовою. 98,61% мешканців Кіровоградської області вказали вільне володіння мовою своєї національності.
Вільне володіння мовами найбільш чисельних національностей Кіровоградської області за даними перепису населення 2001 р.
|               | своєї національності | українська | російська |
| ------------- | -------------------- | ---------- | --------- |
| Українці      | 99,56%               |            | 53,81%    |
| Росіяни       | 97,17%               | 77,05%     |           |
| Молдовани     | 71,25%               | 89,65%     | 44,21%    |
| Білоруси      | 43,06%               | 85,28%     | 66,88%    |
| Вірмени       | 79,93%               | 64,26%     | 76,75%    |
| Болгари       | 47,62%               | 95,92%     | 54,24%    |
| Євреї         | 7,60%                | 90,62%     | 91,56%    |
| Цигани        | 70,84%               | 89,74%     | 32,07%    |
| Азербайджанці | 74,40%               | 57,50%     | 71,25%    |

### Опитування
27 жовтня 2023 року, у День української писемності та мови, під час другого засідання Консультативної ради з питань розвитку та функціонування української мови були презентовані результати соціологічного дослідження "Мова (не) на часі?", яке тривало в Кіровоградській області з 12 до 22 жовтня 2023 року й у якому взяли участь 3768 жителів області. 96,7 % опитаних заявили, що вважають українську мову рідною, 2,6 % — що вважають такою російську. Українською в побуті розмовляли 66,4 % респондентів, суржиком — 29,4 %, російською — 3,4 %. Про перевагу української у своєму середовищі сказали 63,5 % опитаних, про перевагу суржику — 32,9 %, про перевагу російської — 3,2 %. 96,3 % респондентів заявили, що вважають українську мову важливим атрибутом незалежності України. Окрім цього, результати опитування виявили, де в суспільстві переважають порушення мовного законодавства: 52 % респондентів вказали, що часто зустрічаються з ситуацією порушення використання української мови як державної у сфері обслуговування, 42,8 % — що книг та друкованих видань українською мовою у бібліотеках або у вільному продажу недостатньо, 25,7 %  — що бачили порушення у сфері телебачення, радіомовлення, ЗМІ та рекламі. На запитання «Які існують бар'єри на шляху переходу з російської на українську мову?» 36,6 % відповіли «Відсутність розуміння важливості спілкування українською», 28,6 % — «Споживання російськомовного контенту», 24 % — «Відсутність мотивації і бажання вивчати українську», 23,2 % — «Сім'я/родина спілкується російською», 15,3 % — «Відсутність українськомовного оточення». Водночас 34,9 % заявили, що бар'єрів на шляху переходу з російської на українську немає. На запитання «Які заходи потрібно запровадити задля збільшення використання української мови в суспільстві?» 42,3 % відповіли «Посилення відповідальності за порушення мовного закону», 32,8 % — «Тренінги, онлайн-курси з вивчення української мови», 31,7 % — «Видання та поповнення бібліотек українськими книжками», 26,2 % — «Культурно-мистецькі (концерти, вистави тощо)», 26,1 % — «Освітні телепрограми». 21,7 % респондентів заявили, що достатньо заходів впроваджено. Щоб посилити позиції української мови, члени ради рекомендували людям насамперед створити українськомовне оточення, для цього:
- налаштувати гаджети українською мовою;
- слухати українську музику й дивитися фільми українською;
- спілкуватися державною мовою;
- бути активними у заходах, пов’язаних з українськими традиціями, фольклором, культурою;
- збільшувати свій словниковий запас — читати українськомовну літературу[15][16].

## Рівеньурбанізації
Кількість міського населення становить 682 тис.осіб, або 60,2 %, сільського — 451,1 тис.осіб, або 39,8 %.

## Рівень освіти
Результати Всеукраїнського перепису населення засвідчили тенденцію до підвищення рівня освіти населення, зростання кількості осіб, які мають вищу і повну загальну освіту. Кількість населення, яке мало вищу та повну загальну середню освіту, становила 670,6 тис.осіб, що перевищило відповідний показник перепису населення 1989 року на 17,3 відсотка.

## Економічно активне населення
Чисельність економічно активного населення становить майже 500 тис. осіб, з яких 325,5 тис. — мешканці міської місцевості, 173,8 тис. — сільські жителі.
У структурі економічно активного населення повну вищу освіту мають 13,9 % міського та 8,7 % сільського населення, базову вищу освіту мають 1,6 % міського та 3,8 % сільського населення, неповну вищу освіту — 26,2 % міського та 13,1 % сільського населення.

## Трудові ресурси
Трудові ресурси області (без зайнятих в особистому підсобному господарстві осіб пенсійного віку) за станом на 01. 01. 2001 становлять 634,1 тис. осіб або 2,2 % до України. В усіх сферах економічної діяльності зайнято 432,1 тис. осіб або 68,1 % трудових ресурсів регіону. В їх складі значну питому вагу складають зайняті в матеріальному виробництві — близько 69 %, у невиробничій сфері зайнято 31 %.
Сфери зайнятості населення області за переписом 2001 року
| сфера діяльності                                                                 | кількість зайнятих | частка |
| -------------------------------------------------------------------------------- | ------------------ | ------ |
| Сільське господарство, мисливство та лісове господарство                         | 121 017            | 31,2%  |
| Обробна промисловість                                                            | 49 148             | 12,7%  |
| Оптова та роздрібна торгівля; торгівля транспортними засобами; послуги з ремонту | 38 514             | 9,9%   |
| Освіта                                                                           | 32 028             | 8,3%   |
| Охорона здоров'я та соціальна допомога                                           | 31 720             | 8,2%   |
| Транспорт і зв'язок                                                              | 27 528             | 7,1%   |
| Державне управління                                                              | 23 198             | 6,0%   |
| Будівництво                                                                      | 12 091             | 3,1%   |
| Виробництво електроенергії, газу та води                                         | 11 853             | 3,1%   |
| Добувна промисловість                                                            | 11 204             | 2,9%   |
| Колективні, громадські та особисті послуги                                       | 9 584              | 2,5%   |
| Операції з нерухомістю, здавання під найм та послуги юридичним особам            | 9 095              | 2,3%   |
| Готелі та ресторани                                                              | 6 794              | 1,8%   |
| Фінансова діяльність                                                             | 2 538              | 0,7%   |
| Послуги домашньої прислуги                                                       | 842                | 0,2%   |
| Рибне господарство                                                               | 392                | 0,1%   |
| Всього зайнятих економічною діяльністю                                           | 387 546            | 100,0% |

## Місце народження
За переписом 2001 року 91,8% населення Кіровоградської області народилися на території України (УРСР), 8,2% населення — на території інших держав (зокрема 5,1% — на території Росії). 77,6% населення народилися на території Кіровоградської області, 14,2% — у інших регіонах України.
Питома вага уродженців різних регіонів України у населенні Кіровоградської області за переписом 2001 року:
| уродженців області | кількість | частка у населенні |
| Кіровоградської    | 874011    | 77,6               |
| Дніпропетровської  | 18738     | 1,7                |
| Черкаської         | 18607     | 1,7                |
| Миколаївської      | 12168     | 1,1                |
| Полтавської        | 11089     | 1,0                |
| Вінницької         | 10497     | 0,9                |
| Одеської           | 9185      | 0,8                |
| Донецької          | 9029      | 0,8                |
| Рівненської        | 8493      | 0,8                |
| Житомирської       | 6129      | 0,5                |
| Івано-Франківської | 5202      | 0,5                |
| Львівської         | 4520      | 0,4                |
| Київської          | 4443      | 0,4                |
| Хмельницької       | 4432      | 0,4                |
| Закарпатської      | 4376      | 0,4                |
| Харківської        | 4059      | 0,4                |
| Луганської         | 3936      | 0,3                |
| Чернігівської      | 3309      | 0,3                |
| АР Крим            | 3256      | 0,3                |
| Херсонської        | 3215      | 0,3                |
| Тернопільської     | 3195      | 0,3                |
| Сумської           | 2927      | 0,3                |
| Запорізької        | 2876      | 0,3                |
| Волинської         | 2356      | 0,2                |
| Чернівецької       | 1991      | 0,2                |
| м. Києва           | 1581      | 0,1                |
| Севастополя        | 234       | 0,0                |

## Демографічні проблеми
У 1991—2000 році демографічна криза охопила всю територію Кіровоградської області. Кількість населення скоротилася на 76.8	тис. осіб, у тому числі міського — на 42,3 і сільського — на
34,5 тисяч. Міграційне сальдо населення від'ємне і становило у 2000 р. — мінус 3,9 тис. осіб.
Згідно з даними за 2001 р., коефіцієнти природного руху населення в Кіровоградській області (на 1000 осіб) становлять: 7,8 — народжених (на рівні середнього значення в Україні), 17.9 — померлих, що значно більше середньоукраїнського (15,3), і природне скорочення — мінус 10,1 (відповідно — 7,5), що є одним з найменших показників в Україні. Особливо високі коефіцієнти смертності населення — 1812 осіб на 100 тисяч (в Україні — — 1539). Коефіцієнти дитячої смертності знаходяться на рівні середнього значення в Україні.
Динаміка коефіцієнтів природного руху населення в області свідчить про зниження їх темпів, які значно перевищують середні показники в Україні.
Демографічне навантаження на населення працездатного віку (кількість непрацездатних на 1000 осіб працездатного віку) досить високе — 795 осіб, у тому числі дітей — 346, осіб старшого віку — 449 при відповідних значеннях в Україні 726, 324 і 402. В області високими темпами збільшується кількість працездатного населення у працездатному віці, не зайнятого економічною діяльністю: у 2000 р. в порівнянні з 1990 р. — у 3,8 раза, а з 1995 р. — на 3,2 % і становили 16,6 % трудових ресурсів області (1990 р. — 4,6 %, 1995 р. — 15,5 %). Високими темпами зростає також кількість безробітних: на початок 2001 р. їх зареєстровано 31,6 тис., що у 9,8 разів вище, ніж у 1995 р. Рівень безробіття становить в області 5,1 % (в Україні — 4,2 %), темпи його зростання вищі, ніж у середньому в Україні.
В області щорічно зростає навантаження на одне вільне робоче місце (вакансію). На початок 2001 р. попит підприємств на робочу силу (на заміщення вільних робочих місць) становив 1,2 тис. осіб, а кількість зареєстрованих громадян, не зайнятих трудовою діяльністю, — 33,7 тис., тобто навантаження на одне вільне робоче місце, вакансію становить 43 особи, що в 1,8 разів вище,, ніж у середньому в Україні.